# Безивановка
Безива́новка — хутор в составе Минераловодского района (городского округа) Ставропольского края России.

## География
Расстояние до краевого центра: 112 км. Расстояние до районного центра: 24 км.

## История
Хутор Без-Ивановка основан в 1919 году. В административном отношении входил в состав Марьино-Колодцевского сельсовета Минераловодского района Терского округа. По данным Всесоюзной переписи населения 1926 года состоял из 32 дворов; общее число жителей составляло 162 человека (86 мужчин и 76 женщин); преобладающая национальность — малороссы. До 2015 года относился к территории муниципального образования «Сельское поселение Марьино-Колодцевский сельсовет» Минераловодского района Ставропольского края.

## Население
| 1925 | 1926 | 1989 | 2002 | 2010 | 2014 |
| ---- | ---- | ---- | ---- | ---- | ---- |
| 135  | ↗162 | ↘84  | ↗120 | ↗140 | ↘100 |

По данным переписи 2002 года, 91 % населения — русские.